# Caspar Paludan-Müller

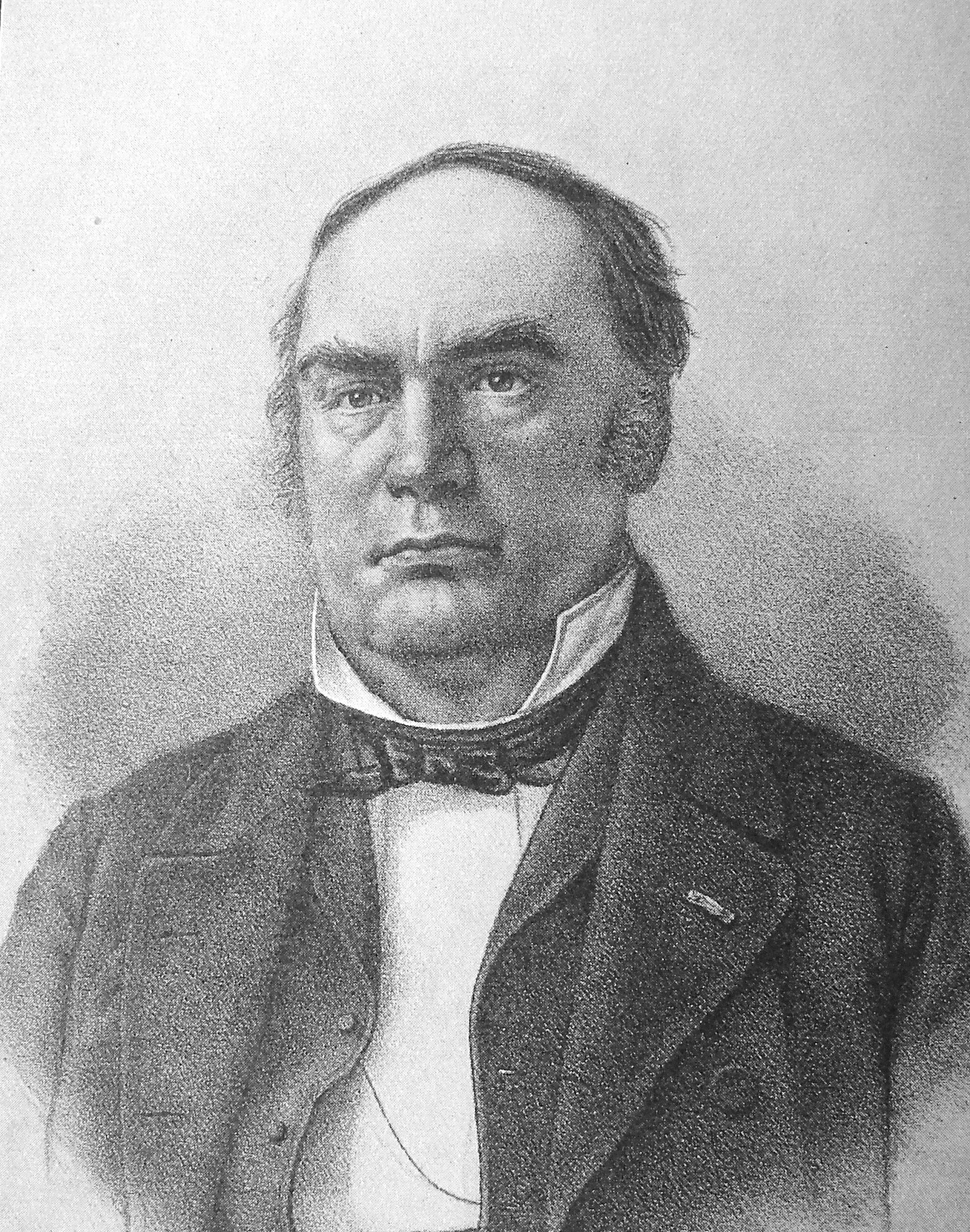
Caspar Paludan-Müller

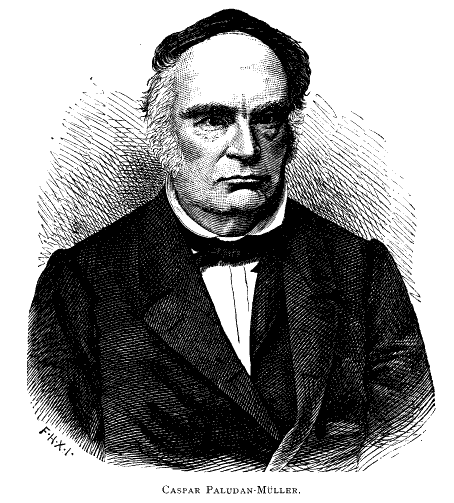
Caspar Paludan-Müller

Caspar (auch Kaspar) Peter Paludan-Müller (* 25. Januar 1805 in Kerteminde; † 1. Juni 1882) war ein dänischer Historiker.

## Leben
Paludan-Müller war ein Sohn des Pastors und späteren Bischofs Jens Paludan-Müller. Zu seinen Brüdern gehören der Schriftsteller Frederik Paludan-Müller und der Theologe Jens Paludan-Müller. Er wuchs ab 1819 in Odense auf, wo er an der Kathedralschule 1822 das Abitur ablegte. Anschließend studierte er an der Universität Kopenhagen, zuerst Evangelische Theologie, bald aber schwerpunktmäßig Geschichte und Altphilologie. 1827 legte er das theologische Examen ab, arbeitete aber nie in der Kirche, sondern wurde 1829 Lehrer an seiner früheren Schule. Neben der Unterrichtstätigkeit schrieb Paludan-Müller Rezensionen und historische Untersuchungen, zunächst zu Themen des dänischen und italienischen Mittelalters. Mit einer Untersuchung zu Königin Margarethe I. und der Kalmarer Union erwarb er 1840 den Doktorgrad. 1843 wurde er in die Königlich Dänische Akademie der Wissenschaften aufgenommen. Die Stadt Odense entsandte ihn 1848 in die Verfassungsgebende Reichsversammlung, wo er sich der Mittelpartei anschloss und für das Grundgesetz vom 5. Juni 1849 stimmte. Später zog er sich aus dem politischen Leben wieder zurück.
1853 wurde Paludan-Müller zum Rektor des Gymnasiums von Nykøbing Falster befördert. Er vollendete noch eine groß angelegte Darstellung der Grafenfehde, verlegte sich dann aber mehr auf seine pädagogische Arbeit. Erst 1869–72 veröffentlichte er wieder ein großes historisches Werk, eine Darstellung der Geschichte Dänemarks im 13. Jahrhundert. 1872 wurde er zum Professor an der Universität Kopenhagen ernannt. Hier schloss er 1874 sein umfangreichstes Werk ab, eine Untersuchung über die ersten dänischen Könige aus dem Haus Oldenburg. Im selben Jahr wurde er mit dem Kommandeurskreuz des Dannebrogordens ausgezeichnet.
Paludan-Müller war ab 1829 mit Henriette Erichsen Rosenstand-Goiske verheiratet. Der 1836 geborene Sohn Jens Paludan-Müller galt ebenfalls als vielversprechender Historiker, fiel aber am 6. Februar 1864 in der Schlacht von Oeversee während des Deutsch-Dänischen Krieges.

## Schriften (Auswahl)
- Cola di Rienzi (1838)
- Grevens Fejde, skildret efter trykte og utrykte Kilder 1853/54
- De første Konger af den oldenborgske Slægt (1874)